# Гасанова, Касира Наджафали кызы
Касира Наджафали кызы Гасанова (азерб. Kəsirə Nəcəfəli qızı Həsənova; род. 29 мая 1950, с. Ашагы-Нювади, Ленкоранский район) — советский азербайджанский овощевод, лауреат Государственной премии СССР (1984). Депутат Верховного Совета СССР 9-го и 10-го созывов (1974—1984).

## Биография
Родилась 29 мая 1950 года в селе Ашагы-Нюведи Ленкоранского района Азербайджанской ССР.
Окончила агрономическое отделение Ленкоранского совхоза-техникума и Азербайджанский сельскохозяйственный институт имени Самеда Агамали оглы.
С 1967 года — рабочая, с 1990 года — профком, с 1991 года — директор совхоза имени Балоглана Аббасова Ленкоранского района.
Достигла высоких результатов при выполнении планов по производству сельскохозяйственной продукции девятой (1971—1975), десятой (1976—1980) и одиннадцатой пятилеток (1981—1985). Касира Гасанова проявила себя на работе как опытный овощевод и отличалась своим искренним трудолюбием и стремлением получить высокие урожаи. Так, в 1974 году Гасанова собрала 19 тонн овощей. Задания десятой пятилетки выполнила досрочно, рапорт об их выполнении подала в 1977 году; в 1978 году собрала вместо плановых 14,5 тонн — 55 тонн, а к марту 1979 года работала на счет уже 1981 года. В последующие годы, тщательно изучая новые агротехнические методы и передовую практику, Гасанова вместе с агрономами совхоза пришла к выводу о необходимости применения в совхозе нового способа получения высоких урожаев — метода уплотнённых посадок. В результате Касира Гасанова первой в бригаде стала получать сразу несколько урожаев разных культур с одного гектара. Бригада, в которой работала Гасанова в 1983 году получила 1350 тонн овощей, что больше планового на 570 тонн; сама овощевод собрала 97 тонн овощей. План одиннадцатой пятилеки Касира Гасанова выполнила одной из первых в совхозе, в июле 1983 года.
Постановлением ЦК КПСС и Совета Министров СССР от 7 ноября 1984 года, за большой личный вклад в увеличение производства, снижение себестоимости и улучшение качества с/х продукции Гасановой Касире Наджафали кызы присуждена Государственная премия СССР.
Активно участвовала в общественной жизни Азербайджана и Советского Союза. Депутат Совета Союза Верховного Совета СССР 9-го и 10-го созывов от Ленкоранского избирательного округа № 680 Азербайджанской ССР. Делегат XVII съезда профсоюзов СССР. При прямом содействии Гасановой были решены ряд социально-бытовых вопросов трудящихся района, при усадьбе совхоза, пгт Ашагы-Нюведи, были построены детский сад, здания двух средних школ, дом культуры, ремонтный парк для машин совхоза и прочие общественные объекты.
Проживает в посёлке Ашагы-Нюведи Ленкоранского района Азербайджана.